# Dan reformacije
Dan reformacije je v Sloveniji dela prost dan. Obeležuje se 31. oktobra in je posvečen reformaciji, verskemu, družbeno-političnemu in kulturnemu gibanju v 16. stoletju, ki je Slovencem prineslo prve tiskane knjige v slovenščini, prvo slovnico in s tem slovenski knjižni jezik. Najvplivnejši slovenski predstavnik reformacije je bil Primož Trubar, ki je bil avtor prvih natisnjenih knjig v slovenščini, Katekizma in Abecednika (obe sta izšli leta 1550). Drugi vidni predstavniki reformacije v Sloveniji so bili Jurij Dalmatin (prevod celotne Biblije v slovenščino), Adam Bohorič (prva slovnica slovenskega jezika) in Sebastijan Krelj (jezikovni in pravopisni reformator). Praznik je bil vpeljan leta 1992. Osrednjo prireditev oziroma proslavo ob tem dnevu od leta 2012 organizira Slovensko protestantsko društvo Primož Trubar.
Dan reformacije 31. oktobra praznujejo tudi drugod po svetu. Na ta dan naj bi namreč (po Philipu Melanchthonu) nemški duhovnik Martin Luther na vrata cerkve vseh svetih v Wittenbergu nabil Petindevetdeset tez, kritičnih do katoliške cerkve. Čeprav to ni zanesljivo, je zagotovo potrjeno, da je 31. oktobra Luther svoje delo poslal Albertu Brandenburškemu, nadškofu Mainza. Ta praznik ima osrednjo vlogo v luteranski in kalvinistični cerkvi, obeležujejo pa ga tudi druge protestantske skupnosti. Katoliška cerkev ga je priznala šele pred kratkim in na ta dan večkrat v ekumenskem duhu pošlje svoje predstavnike na različne dogodke protestantov. Praznik poleg Slovenije javno obeležujejo tudi nekatere zvezne dežele Nemčije in Čile.